# Vogošća

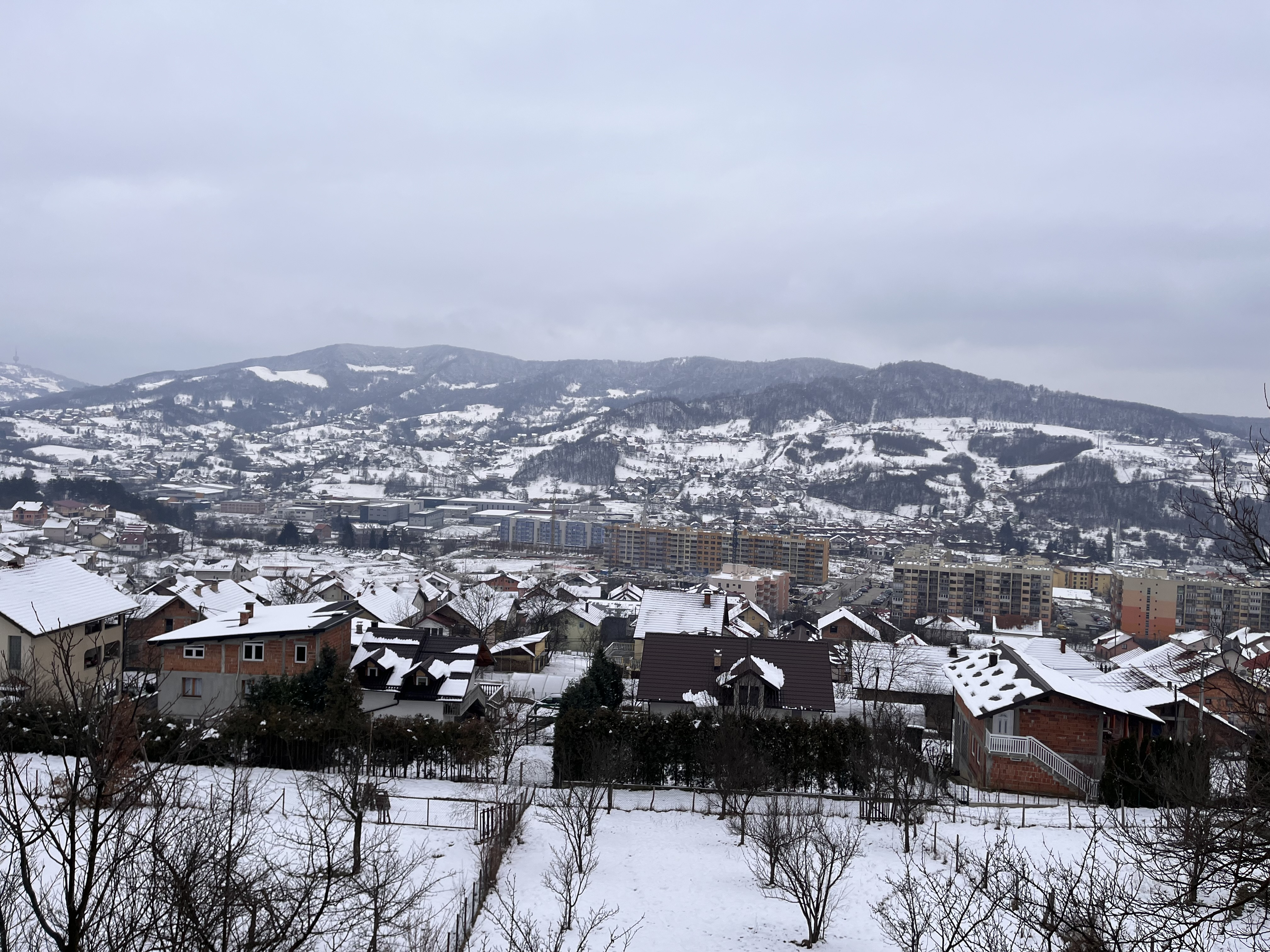

Vogošća (serbisch-kyrillisch Вогошћа) ist eine Gemeinde mit knapp 28.000 Einwohnern im Kanton Sarajevo in Bosnien und Herzegowina. Der gleichnamige Hauptort gilt als Vorort der Hauptstadt Sarajevo.

## Geographie
Vogošća liegt im Nordwesten von Sarajevo oberhalb des Bosna-Tals. Im dünn besiedelten Norden des Gemeindegebietes erheben sich Ausläufer des Ozren bis auf über 1.100 m. Nach Süden trennt ein kleinerer Höhenzug mit den Erhebungen Orlić und Žuč (jeweils über 800 m) Vogošća vom Sarajevsko polje.

## Geschichte
Vogošća geht möglicherweise auf eine Ansiedlung im 7. Jahrhundert zurück. Über längere Zeit bestand ein Pfarrbezirk (Župa Vidogošća), aus dem sich im 13. und 14. Jahrhundert eine Grafschaft (comitatus) entwickelte.
Während des Bosnienkrieges stand Vogošća unter Kontrolle der bosnischen Serben. Im Dayton-Vertrag wurde die Eingliederung der Gemeinde in die Föderation festgelegt. Vor der endgültigen Übergabe im März 1996 verließen die meisten serbischen Einwohner Vogošća.

## Bevölkerung
Die Gemeinde Vogošća hatte 1991 24.647 Einwohner, von denen sich 12.499 (50,7 %) als Bosniaken, 8.813 (35,8 %) als Serben, 1.730 (7,0 %) als Jugoslawen und 1.071 (4,3 %) als Kroaten bezeichneten.
Unter den 10.598 Einwohnern der Stadt waren 4.698 (44,3 %) Serben, 3.724 (35,1 %) Bosniaken, 1.291 (12,2 %) Jugoslawen und 545 (5,1 %) Kroaten.
Die Bevölkerungszahl liegt fast zwanzig Jahre nach Kriegsende wieder über dem Vorkriegsstand. Die große Mehrheit der Einwohner stellen heute die Bosniaken, darunter viele Flüchtlinge aus Ostbosnien.

## Orte
Zur Gemeinde Vogošća gehören 21 Siedlungen: Blagovac, Budišići, Donja Vogošća, Garež, Gora, Grahovište, Hotonj, Kamenica, Kobilja Glava, Kremeš, Krivoglavci, Ljubina-Poturovići, Nebočaj, Perca, Semizovac, Svrake, Tihovići, Uglješići, Ugorsko, Vogošća und Vrapče. Diese sind zu 8 Ortsgemeinschaften (mjesne zajednice) zusammengefasst.

## Wirtschaft
Vogošća ist Standort der Tvornica Automobila Sarajevo, die zum Volkswagen-Konzern gehört und zwischenzeitlich vorwiegend PKW der Marke Škoda produzierte.

## Infrastruktur
Die Ausfallstraße von Sarajevo nach Norden führt durch die Stadt und teilt sich in Semizovac in die M17 Richtung Zenica und die M18 Richtung Tuzla. Im Bosnatal verlaufen auch die westliche Umgehungsstraße von Sarajevo sowie die Bahnlinie nach Doboj mit den Bahnhöfen Vogošća und Semizovac. Bis zur Zerstörung im Bosnienkrieg war Vogošća auch durch die Linien 105 und 106 des Oberleitungsbus Sarajevo mit der Hauptstadt verbunden.
Vogošća liegt an der Bahnstrecke Šamac–Sarajevo der Željeznice Federacije Bosne i Hercegovine (ŽFBH). 1882 wurde mit der Eröffnung der Bosnabahn die Ortschaft ans Eisenbahnnetz angeschlossen. 1947 bauten die Jugoslawischen Staatsbahnen den Abschnitt Sarajevo–Doboj der Bosnabahn auf Normalspur um und verlängerten die Strecke nach Bosanski Šamac.

## Persönlichkeiten
- Jala Brat (* 1986), Rapper und Sänger